# Таабалдиев, Кубанычбек
Кубанычбек Таабалдиев (род. 18 ноября 1956, Пржевальск) — медиа-менеджер, журналист-аналитик, политолог в Кыргызстане.

## Биография
Родился 18 ноября 1956 года в г. Каракол Иссык-Кульской области Киргизии.Окончил среднюю школу в 1973 году.
В 1979 году окончил физический факультет Новосибирского госуниверситета. Там же проходил научную стажировку в академгородке в Институте им. Лаврентьева в 1981-82 годах. Работал научным сотрудником, преподавателем во Фрунзенском политехническом институте (ФПИ) в 1979-84 годах. Отслужил военную службу офицером в частях Противовоздушной обороны в батальоне РТВ — 1985-1987 гг. После окончания службы вернулся на работу в ФПИ. Позже поступил в очное отделение аспирантуры Московского госуниверситета им. Ломоносова в 1989 году и окончил с представлением к защите кандидатской диссертации по аэродинамике в 1992 году. Защитил диссертацию кандидата физико-математических наук в 1993 году в МГУ. В Москве начал сотрудничать с «Независимой газетой» в качестве корреспондента по странам Центральной Азии в 1990 году и до окончания аспирантуры в 1992 году.
После возвращения в Кыргызстан работал в Национальной академии наук и. о. завкафедрой Института физики — 1993-94 гг. Одновременно сотрудничал с газетой «Кутбилим» и стал  завотделом в редакции газеты. В 1994 году был приглашен на годичную стажировку в области коммуникации и экономики в Университет Бредли, г. Пеория, штат Иллинойс, США, 1994-95 г. После возвращения был приглашен в отделение ЮСИА в Кыргызстане на должность советника руководителя отдела по связям со СМИ и общественностью.
В начале 1996 года прошел по конкурсу на должность продюсера Кыргызской редакции Всемирной службы радио ВВС в г. Лондон и проработал там до окончания 2-годичного контракта. По возвращении в Бишкек был назначен Указом Президента Кыргызской Республики директором Кыргызского Национального информационного агентства «Кабар». Возглавлял агентство с 1998 по 2006 годы, работал при двух Президентах КР. В 2006 году был снят с должности по Распоряжению Президента КР с формулировкой «в связи с переходом на другую работу», однако ни на какую другую работу назначен не был.
В 2006 году осенью участвовал в конкурсе в Программу Фулбрайта на научно-исследовательский курс и стал обладателем Scholarship, и в течение академического года исследовал периферийные и региональные СМИ Соединенных Штатов. Исследования проводил на базе Университета Монтаны в одноименном штате. Объездил всю западную часть США, проводил исследования и одновременно выступал с докладами в разных конференциях и встречах в университетах. Получил сертификат участника Программы Фулбрайта по журналистике и является первым профессиональным журналистом из Кыргызстана, который проходил Программу Фулбрайта в США.
В 2008 году в Бишкеке создал независимое информационное агентство «Zpress.kg». В 2009 году начал реализовывать проект перевода актуальных и важных аналитических материалов из западных СМИ на русский и киргизский языки. Создал новый специализированный Интернет-сайт www.inozpress.kg, в котором ежедневно публиковались наиболее важные аналитические и новостные материалы из зарубежных СМИ.
В декабре 2010 года был привлечен в Аппарат Правительства КР и назначен завотделом информационной политики.
В феврале 2011 года Распоряжением Президента КР вновь назначен, во второй раз, директором Кыргызского Национального информационного агентства «Кабар».
С 2002 года по 2017 год являлся доцентом Киргизско-турецкого университета «Манас» и преподавал курс журналистики на факультете коммуникации. Был причастен к подготовке ряда известных журналистов-аналитиков, которые работают в разных СМИ.
С 2009 года является членом Ассоциации журналистов Азии (АЖА), штаб-квартира которой находится в Сеуле, Южная Корея. Регулярно публикует свои информационно-аналитические материалы в журналах АЖА на английском языке. Журнал выходит на английском, корейском и арабском языках. Членами Ассоциации являются журналисты более 30 стран мира. 
В 2016 году написал и издал книгу «Тынымсыз аккан саясат» (Непрерывно текущая политика), предназначенной для будущих журналистов и аналитиков, политиков и преподавателей. В том же году был награждён Почетными грамотами Жогорку Кенеша (парламента Кыргызстана).и Правительства КР за долгую и плодотворную работу. В 2017 году Указом Президента Кыргызской Республики К.Таабалдиеву присвоено звание «Заслуженный деятель культуры КР». После 15 лет непрерывного преподавания курса журналистики в для студентов, К.Таабалдиева пригласили преподавать журналистику в другой университет.
Несколько лет подряд К.Таабалдиева приглашали в качестве председателя Госкомиссии журналистского факультета КГНУ им.Тыныстанова, АУЦА и УЦА (Фонд Ага-Хана) по защите дипломных работ.
Преподавал предметы по журналистике в Международном Кувейтском университете с 2017 по 2022 годы. При нем в университете была открыта магистратура по специальности "Журналистика".
Награждён Почетной грамотой Правительства Кыргызской Республики, Почетной грамотой Парламента Кыргызстана, Почетной грамотой Союза журналистов Российской Федерации, медалями «Ош-3000», «10 лет независимости Кыргызстана».
При его работе информация на сайте Кыргызского Национального информагентства «Кабар» с 2017 стала выходить на арабском и китайском языках, помимо четырёх языков, на которых агентство распространяло свою информацию с 2003 года.
В апреле 2022 года освобожден от должности директора КНИА "Кабар" согласно Распоряжению Президента КР С.Жапарова. В общей сложности он руководил агентством "Кабар" 19 лет - с 1998 по 2006, затем с 2011 по 2022 годы. 
С 2022 года преподает на кафедрах Журналистики и Международные отношения в Международном университете "Ала-Тоо". 
Женат, имеет дочь Мээрим и сына Медера.